# Gulf News
Gulf News es un periódico diario en inglés publicado en Dubái, Emiratos Árabes Unidos. Lanzado en 1978, actualmente se distribuye en los Emiratos Árabes y también en otros países del Golfo. Su edición en línea se lanzó en 1996.
Gulf News fue el primer periódico de la región en promover las artes, la cultura, la música y el deporte a través del patrocinio de eventos. Por eso patrocina algunos eventos deportivos en los Emiratos Árabes Unidos, así como seminarios y conferencias.

## Historia
Gulf News fue lanzado en formato tabloide el 30 de septiembre de 1978 por el empresario Abdul Wahab Galadari. En noviembre de 1984, Obaid Humaid Al Tayer, Abdullah Al Rostamani y Juma Al Majid (empresarios emiratíes) compraron el periódico y formaron Al Nisr Publishing.
Bajo la nueva administración, Gulf News se relanzó el 10 de diciembre de 1985 y fue gratis para el público. Desde febrero de 1986, se cobró un precio por ejemplar de un Dirham. 
Gulf News comenzó a distribuirse a otros países del CCG y Pakistán a finales de los 80's. Con el fin de brindar una mejor cobertura local a sus lectores, Gulf News abrió varias oficinas en los Emiratos Árabes Unidos, el CCG y el subcontinente indio.
La edición en línea de Gulf News se lanzó el 1 de septiembre de 1996. El diario lanzó noticias de video en su edición en línea en la segunda mitad de la década de 2000, siendo uno de los primeros diarios en la región en hacerlo.
El diario cambió su formato a berlinés el 1° de junio de 2012, siendo el primer diario en ese formato publicado en los países árabes.

## Controversia
En enero de 2009, Gulf News publicó una columna de Mohammad Abdullah Al Mutawa que afirmaba que el holocausto era una mentira. 

Hoy en día, todo el mundo es testigo del hecho de que el holocausto nazi fue una simple mentira, que fue ideada por los sionistas para chantajear a la humanidad. La misma entidad sionista estafó al mundo con miles de millones de dólares a lo largo de los años para compensar la maldad e injusticia que afirman haber sido infligidos a su gente. Es evidente que el holocausto fue una conspiración creada por los sionistas y los nazis, y muchas personas inocentes dieron su vida como resultado de este plan inhumano.

Esta columna ha sido retirada del sitio web de Gulf News.
El 15 de diciembre de 2013, Gulf News en su editorial afirmó sin mencionar ninguna fuente que Pakistán y Afganistán no votaron por Dubái en su candidatura para la Exposición mundial de 2020. El Ministerio de Relaciones Exteriores de Pakistán desestimó rápidamente las acusaciones como infundadas y mencionó los hechos de que Pakistán se había comprometido a apoyar la candidatura de Izmir desde que Turquía se acercó a Pakistán para obtener su apoyo en 2011 mucho antes de que Dubái expresara su interés en organizar la Expo 2020. Javed Jalil Khattak, del Consulado General de Pakistán en Dubái, en una carta abierta a Gulf News calificó al editorial como "un intento orquestado de dañar y difamar las relaciones históricas fraternales entre Pakistán y los Emiratos Árabes Unidos". La comunidad de expatriados de Pakistán en los Emiratos Árabes Unidos recurrió a las redes sociales para expresar su preocupación en el editorial difamatorio con el número de suscriptores de Gulf News cancelando su suscripción en protesta.